# Comuna Mihălășeni, Ocnița
Comuna Mihălășeni este o comună din raionul Ocnița, Republica Moldova. Este formată din satele Mihălășeni (sat-reședință) și Grinăuți.

## Demografie
Conform datelor recensământului din 2014, comuna are o populație de 1.433 de locuitori. La recensământul din 2004 erau 1.539 de locuitori.

## Administrație și politică
Componența Consiliului local Mihălășeni (9 consilieri), ales la 5 noiembrie 2023, este următoarea:
|  | Partid                                       | Consilieri | Componență | Componență | Componență | Componență | Componență | Componență |
|  | -------------------------------------------- | ---------- | ---------- | ---------- | ---------- | ---------- | ---------- | ---------- |
|  | Partidul Socialiștilor din Republica Moldova | 6          |            |            |            |            |            |            |
|  | Partidul Acțiune și Solidaritate             | 3          |            |            |            |            |            |            |